# Ракушана (Бакау)
Ракушана (рум. Răcușana) насеље је у Румунији у округу Бакау у општини Поду Туркулуј. Oпштина се налази на надморској висини од 149 m.

## Становништво
Према подацима из 2002. године у насељу је живело 58 становника, од којих су сви румунске националности.